# Храм Святителя Алексия (Тула)
Храм Святителя Алексия — православный храм в Туле. Входит в состав Центрального благочиния Тульской епархии Русской православной церкви.

## История
5 июля 1999 года, Патриарх Алексий II будучи в Туле, освятил закладной камень храма, строительство которого началось годом позже на территории Тульского артиллерийского института. Осенью 2001 года строительство храма, увенчанного двумя золочеными куполами в виде воинских шлемов, было завершено, а 16 сентября его посетил Патриарх Алексий II. В храме хранится икона Святителя Алексия, переданная Патриархом в память курсантам института.
При храме открыты библиотека, катехизаторские курсы и действует воскресная школа. Налажено сотрудничество в сфере духовно-просветительской работы с Центром образования № 20 и Педагогическим университетом.